# 洪正輝
洪正輝（1970年9月9日—）是台灣的漫畫家。三極高工電子科畢業。

## 人物
- 個性溫吞柔和，怕鬼神，喜好打電玩、摸肚皮。
- 投入熱門的遊戲電玩創作行列，其幽默畫在網路上頗受歡迎。
- 清新的畫風、個性化的特殊演技，頗能牽動年輕漫畫迷的視覺神經。

## 簡歷
- 1993年 - 正式出道，在《龍少年》發表一些極短篇作品。
- 1996年 - 《CAT》出版，而編劇是洪正輝的老婆張妙如。
- 1997年 - 與張妙如步入紅毯成了「漫畫夫妻檔」，傳為漫畫界佳話。

## 作品一覽
- 異點系列
  - 異形
  - 殺不死的勇者
  - 死前之吻
  - 門
  - 突變第三形
  - 無底洞
- 狐仙系列
  - 那女孩是誰?
  - 絕命大煞星
  - 再見女郎
- CAT
- 魔法俱樂部